# Paralycus primus
Paralycus primus (лат.) — вид ископаемых панцирных клещей род Paralycus (=Pediculochelus) из семейства Pediculochelidae (надсемейство Cosmochthonioidea). Бирманский янтарь (меловой период, приабонский ярус, около 99 млн лет; Мьянма).

## Описание
Микроскопического размера клещи. Длина менее 0,2 мм: размер 190—210 × 65-80 мкм. Ростральные волоски короче половины длины хелицер. Нотогастральные волоски длинные, d1, d2, e1, f1, h1 достигают оснований соответствующих волосков в следующем заднем ряду. Сетка p2 длиннее других нотогастральных волосков. Сетальная формула эпимер: 3-2-3-3 (присутствует 4а); сета 2а не достигает 1а. Четыре пары генитальных волосков. Генуа с 4-2-0-0 волосками, трохантеры с 0-0-1-0 волосками. Хелицеральные волоски cha и chb короткие. Одна пара субкапитулярных волосков m. Продорсальный щит и ноги гладкие. Нотогастр и вентральная часть тела тонко полосатые.

## Систематика и этимология
Вид Paralycus primus был впервые описан в 2025 году российскими и американскими акарологами Василием Колесниковым (Институт биологии внутренних вод РАН, Борок, Ярославская область, Россия), Дмитрием Воронцовым (Институт биологии развития РАН, Москва), Павлом Климовым (Purdue University, West Lafayette, Индиана, США) и Roy A. Norton (State University of New York, College of Environmental Science and Forestry, Syracuse, Нью-Йорк, США). Таксон включён в состав рода Paralycus (=Pediculochelus) из семейства Pediculochelidae (надсемейство Cosmochthonioidea, инфраотряд Enarthronota).
Видовое название P. primus происходит от латинского слова primus (первый), что указывает на то, что это самый древний из известных видов Paralycus.